# Emilio Sagi Barba (barítono)
Para el jugador de fútbol, véase Emilio Sagi-Barba (futbolista).
Emilio Sagi Barba (Barcelona, 26 de marzo de 1876-Polop de la Marina, 7 de agosto de 1949) fue un barítono español de comienzos del siglo XX, especialmente reconocido en el género de la zarzuela.

## Biografía

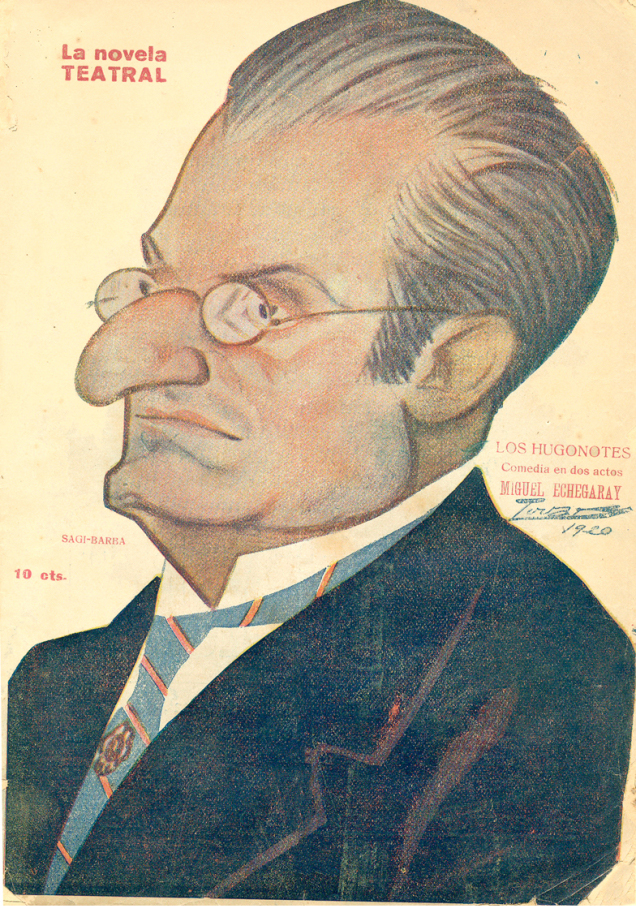
Caricaturizado por Tovar en un número de La Novela Teatral (1920)

Nació en la calle Carretas de Barcelona el 26 de marzo de 1876. Finalizados sus estudios en Barcelona, inició su carrera musical como director de orquesta. Viajó a Argentina, Uruguay, México y Cuba donde también empezó a destacar cantando ópera, zarzuela y opereta. Tras su exitoso periplo americano regresó a España y se centró en la zarzuela, con la que obtuvo numerosos éxitos de público y crítica. Estrenó una gran cantidad de obras entre las que destacaron "Las Golondrinas", "La del Soto del Parral", "La Rosa del azafrán" o "Luisa Fernanda". Incluso compuso algunas zarzuelas como "El desterrado", junto a Concordi Gelabert.
Pese a su gran dedicación a la zarzuela, participó también en algunos espectáculos operísticos programados en prestigiosos escenarios como el Teatro Real de Madrid o el Gran Teatro del Liceo de Barcelona.
En 1932, con cincuenta y seis años de edad, anunció su retirada de la escena profesional, aunque siguió manteniendo una cierta actividad hasta su muerte el 7 de agosto de 1949 en la localidad alicantina de Polop de la Marina.

## Familia
Emilio Sagi Barba tuvo seis hijos, fruto de dos matrimonios diferentes, entre ellos Emilio, Luis, José y Julio Antonio. Aunque tomaron rumbos profesionales distintos, Emilio y Luis destacaron mucho en sus profesiones alcanzando gran prestigio y popularidad social.
De su segundo matrimonio con la prestigiosa soprano valenciana Luisa Vela, (con la que coincidió en numerosos escenarios y grabó diversos discos) nació su segundo hijo, Luis Sagi-Vela, quién también alcanzó un gran prestigio como barítono en los escenarios como intérprete de óperas y zarzuelas. La familia Sagi-Vela es una familia de cantantes y deportistas españoles que destacó en estos campos en el siglo XX en España.

### Primer matrimonio
Con la bailarina Concepción Liñán.
- Emilio Sagi Liñán conocido como Emilio Sagi Barba (1900-1951), futbolista internacional del FC Barcelona durante la década de los años veinte.
- Víctor Sagi Vallmitjana (1921-2014), empresario de publicidad muy cercano al FC Barcelona

Su nieto Emilio Sagi (1948) fue director de escena del Teatro Real y del Teatro Arriaga, así como durante muchos años del Teatro de la Zarzuela de Madrid.

### Segundo matrimonio
Del matrimonio con la prestigiosa soprano Luisa Vela Lafuente (1884-1938) tuvo los siguientes hijos:
- Luis Sagi-Vela, barítono cantante de zarzuela y ópera.
- José Sagi-Vela, empresario.
- Julio Antonio Sagi-Vela

José Sagi-Vela, tuvo 7 hijos fruto de su matrimonio con María Fernández-Pérez.
- José Luis Sagi-Vela (1944-1991), baloncestista internacional con España de los años sesenta y setenta.
- Gonzalo Sagi-Vela (1950), baloncestista internacional con España de los sesenta y setenta.
- María Sagi-Vela Fernández-Pérez
- Juan Sagi-Vela Fernández-Pérez
- Mº Paz Sagi-Vela Fernández-Pérez
- Enrique Sagi-Vela Fernández-Pérez
  - Alfonso Sagi-Vela ( )  También jugó al baloncesto, coincidiendo en el Club Estudiantes con sus hermanos Gonzalo y José Luis. Fue internacional en categorías inferiores.